# Daniel Delas
Daniel Delas (* 20. März 1937 in Vierzon, Département Cher; † 11. April 2021 in Barbentane, Département Bouches-du-Rhône) war ein französischer Linguist und Literaturwissenschaftler. Er lehrte als Professor an der Universität Cergy-Pontoise.

## Leben und Werk
Daniel Delas bestand 1963 die Agrégation (Staatsprüfung für das höhere Lehramt) im Fach Lettres classiques (klassische Sprachen und Literaturen). Von 1970 bis 1994 lehrte er als wissenschaftlicher Assistent bzw. Maître de conférences (Dozent) an der Universität Paris-Nanterre. Er habilitierte sich (docteur d’Etat) dort 1989 kumulativ unter der Überschrift „Linguistik und Poetik“ und war von 1994 bis 2003 Professor an der Universität Cergy-Pontoise. Sein besonderes Interesse galt der Literatur der (außereuropäischen) Frankophonie.

## Werke (Auswahl)
- (mit Danièle Delas-Demon) Nouveau dictionnaire analogique. Hachette/Tchou 1971.
  - Dictionnaire des idées par les mots (analogique). Le Robert, Paris 1979. Klett, Stuttgart 1980.
- (mit Jacques Filliolet) Linguistique et poétique. Larousse, Paris 1973.
- (Hrsg. mit Jean-Jacques Thomas) Poétique générative. Didier-Larousse, Paris 1978.
- Léopold Sédar Senghor. Lecture blanche d'un texte noir, "L'Absente". Paris 1982.
- Guide méthodique pour la poésie. Nathan, Paris 1990.
- Aimé Césaire ou le verbe parturiant. Hachette, Paris 1991.
- Roman Jakobson. Bertrand-Lacoste, Paris 1993.
- Littératures des Caraïbes de langue française. Nathan, Paris 1999.
- Léopold Sédar Senghor. Le maître de langue. Biographie. Aden, Croissy-Beaubourg 2006.
- (Hrsg. mit anderen) Les littératures du Maghreb et d’Afrique subsaharienne. Lectures croisées I. Peter Lang, Frankfurt am Main 2016.
- (Hrsg. mit anderen) Hybridations et tensions narratives au Maghreb et en Afrique subsaharienne. Lectures croisées II. Peter Lang, Frankfurt am Main 2016.